# Heterdaad (televisieserie)
Heterdaad was een Vlaamse politieserie over de lotgevallen van de BOB Rijkswacht, Brussel. De reeks liep van 1996 tot 1999 op TV1 (BRTN, later VRT). Vanaf het tweede seizoen was de KRO medeproducer en zond de serie uit op Nederland 1. Elke aflevering duurde 55 minuten. De scenario's zijn geschreven door Ward Hulselmans. In december 1998 waren de laatste opnames van de serie. Er waren vijf reeksen van de serie gepland, maar er werden er slechts vier voltooid. 
Uit zijn tijd als rechtbankverslaggever heeft Hulselmans verhalen opgetekend en die nadien verzameld voor afleveringen van Heterdaad. Omdat de BRTN vond dat dat de koek van Hulselmans langzaam aan op was werd Pieter Aspe aangetrokken om mee te schrijven, maar omdat Hulselmans zich enkel als enige schrijver op zijn werk kan richten werd Aspe van de serie gehaald.  
Actrice Gilda De Bal, die de hoofdrol in de serie vertolkt, liet weten de rol te hebben aangenomen omwille van het karakter van Tomassetti, die niet als een kip zonder kop handelt, maar juist uit een sociaal engagement met de mensen met wie ze te maken krijgt.

## Rolverdeling

### Hoofdpersonages
| Acteur         | Personage            | Functie                  | Periode   |
| -------------- | -------------------- | ------------------------ | --------- |
| Gilda De Bal   | Matti Tomassetti     | Eerste opperwachtmeester | 1996-1999 |
| Ben Van Ostade | Tibo Leemans         | Eerste wachtmeester      | 1996-1999 |
| Jo De Meyere   | John Nauwelaerts     | Adjudant-chef            | 1996-1999 |
| Oswald Versyp  | Sylvain Van Mechelen | Eerste wachtmeester      | 1996-1999 |
| Dirk Tuypens   | Reggie Bax           | Eerste opperwachtmeester | 1996-1999 |
| Kris Cuppens   | Willy Martens        | Wachtmeester             | 1996-1999 |
| Hans De Munter | Bruno Snoeckx        | Kapitein                 | 1996-1997 |
| Karel Deruwe   | Gino Capellen        | Luitenant                | 1997-1999 |

### Nevenpersonages
| Acteur               | Personage                         |
| -------------------- | --------------------------------- |
| Jo Decaluwe          | Procureur                         |
| Jaak Van Assche      | Frans Van Lierde                  |
| Robert Borremans     | Notaris                           |
| Jos Verbist          | Vic Robijns                       |
| Tine Van den Brande  | Nadia Gilles-Barrez               |
| Pepijn Caudron       | Ben Robijns                       |
| Luk De Koninck       | Onderzoeksrechter                 |
| Sofie Segebarth      | Els Robijns                       |
| Andreas Van De Maele | Wetsdokter                        |
| Gaston Kuyckx        | Commissaris Gerechtelijke Politie |

## Medewerkers
- Scenario - Ward Hulselmans
- Dramaturgie - Marga Neirynck
- Muziek - Johan Hoogewijs
- Montage - Luc Provoost
- Productie - Tia Merecy
- Regie - Mark De Geest, Marc Lybaert, Anne Ingelbrecht, Frank Van Mechelen

## Afleveringen
De televisieserie van Heterdaad bestaat uit 40 afleveringen.
| Seizoen | Afleveringen | Aantal | Uitzenddatum                    |
| ------- | ------------ | ------ | ------------------------------- |
| 1       | 1 - 10       | 10     | 7 januari - 10 maart 1996       |
| 2       | 11 - 20      | 10     | 29 december 1996 - 2 maart 1997 |
| 3       | 21 - 30      | 10     | 25 januari - 29 maart 1998      |
| 4       | 31 - 40      | 10     | 7 februari - 11 april 1999      |

## Dvd-uitgave
De eerste drie seizoenen van Heterdaad zijn uitgebracht op dvd bij de VRT-klassiekers.
| Seizoen | Afleveringen | Discs   | Extra                                                                          | Verschijningsdatum |
| ------- | ------------ | ------- | ------------------------------------------------------------------------------ | ------------------ |
| 1       | 1 - 10       | 4 dvd's | Gerty Christoffels bij werkopnames & Afrit 9 volgt enkele figuranten op de set | 2 augustus 2005    |
| 2       | 11 - 20      | 4 dvd's | -                                                                              | 15 mei 2007        |
| 3       | 21 - 30      | 4 dvd's | Interview met Gilda De Bal en Oswald Versyp uit Nieuwe Maandag                 | 11 november 2008   |

## Trivia
- Twee personages uit de serie kwamen later ook voor in de "opvolger" Flikken. In 2000 en 2001 hernam Ben Van Ostade zijn rol als Tibo Leemans in de afleveringen "Schone schijn" (seizoen 2), "Trouw" en "Wapenbezit" (seizoen 3). Jo De Meyere speelde vanaf seizoen 5 tot het einde van de serie weer zijn rol van commissaris John Nauwelaerts.
- In 1998 verschenen ook twee boeken gebaseerd op de serie: "Heterdaad: De vijf beste verhalen" en "Heterdaad: De Roman", beiden geschreven door Caroline Van Neste naar de scenario's van Ward Hulselmans.
- Voor de achtste aflevering van het programma Schalkse Ruiters werd een sketch gemaakt waarin de personages van Heterdaad Tom Lenaerts en Bart De Pauw op de rooster leggen. Deze sketch werd opgenomen in het decor van de serie. Het eerste seizoen van Heterdaad werd uitgezonden tussen de twee delen van Schalkse Ruiters.